# EADS Space Transportation
EADS Space Transportation – część konsorcjum EADS utworzona w czerwcu 2003 z działu Space Infrastructure firmy Astrium i działu Launch Vehicles firmy EADS. Do lipca 2006 był to podmiot podległy EADS Space i będący jego podwykonawcą. W lipcu 2006 trzej podwykonawcy EADS Space: EADS Space Transportation, EADS Astrium i EADS Space Services, zostali zreorganizowani i przeszli pod zarząd nowego przedsiębiorstwa, ASTRIUM.
EADS Space Transportation jest głównym wykonawcą rakiet Ariane 5, modułu Columbus i statku ATV. Bierze udział także w mniejszych projektach, np. Phoenix. Jest producentem francuskich rakiet z głowicami jądrowymi, tj. M51 SLBM.
W czerwcu 2005 wygrał, wraz z Lockheed Martinem kontrakt na budowę pojazdu Crew Exploration Vehicle (CEV).
EADS Space Transportation prowadzi również kampanię LIFE, która przewiduje rozpoczęcie obserwacji astronomicznych z powierzchni Księżyca.
Siedem zakładów przedsiębiorstwa leży we Francji (Les Mureaux, niedaleko Paryża i w Akwitanii, niedaleko Bordeaux), oraz w Niemczech (Brema).